# 若山神社
若山神社（わかやまじんじゃ）は、大阪府三島郡島本町にある神社。旧社格は村社。

## 祭神
素戔嗚尊を祀っている。

## 歴史
社伝によると701年（大宝元年）に行基が文武天皇の勅命を受けて勧請したものとされている。二十二社の一つとされるおり、1074年（延久6年）官幣社に列せられ、宮寺として勝幡寺が創建されていた。
古来より貴人の崇敬が厚く、後鳥羽上皇に勅使を遣わされることや楠木正成が桜井で子息の正行に別れを告げた際に、重臣を代わりとして参拝させたとされる。旧来より社名を西八王子社や牛頭天王社とも称していたが、明治時代に入って神仏分離令により、この地域の字名をもって若山神社に改められた。

## 境内
この神社からは、男山や桂川、宇治川、木津川の三川合流地点なども眺めることができる。また、社叢林は樹齢200年前後を数えるツブラジイ林となっており、大阪みどりの百選および大阪府指定天然記念物（平成14年1月29日指定）に選ばれている。

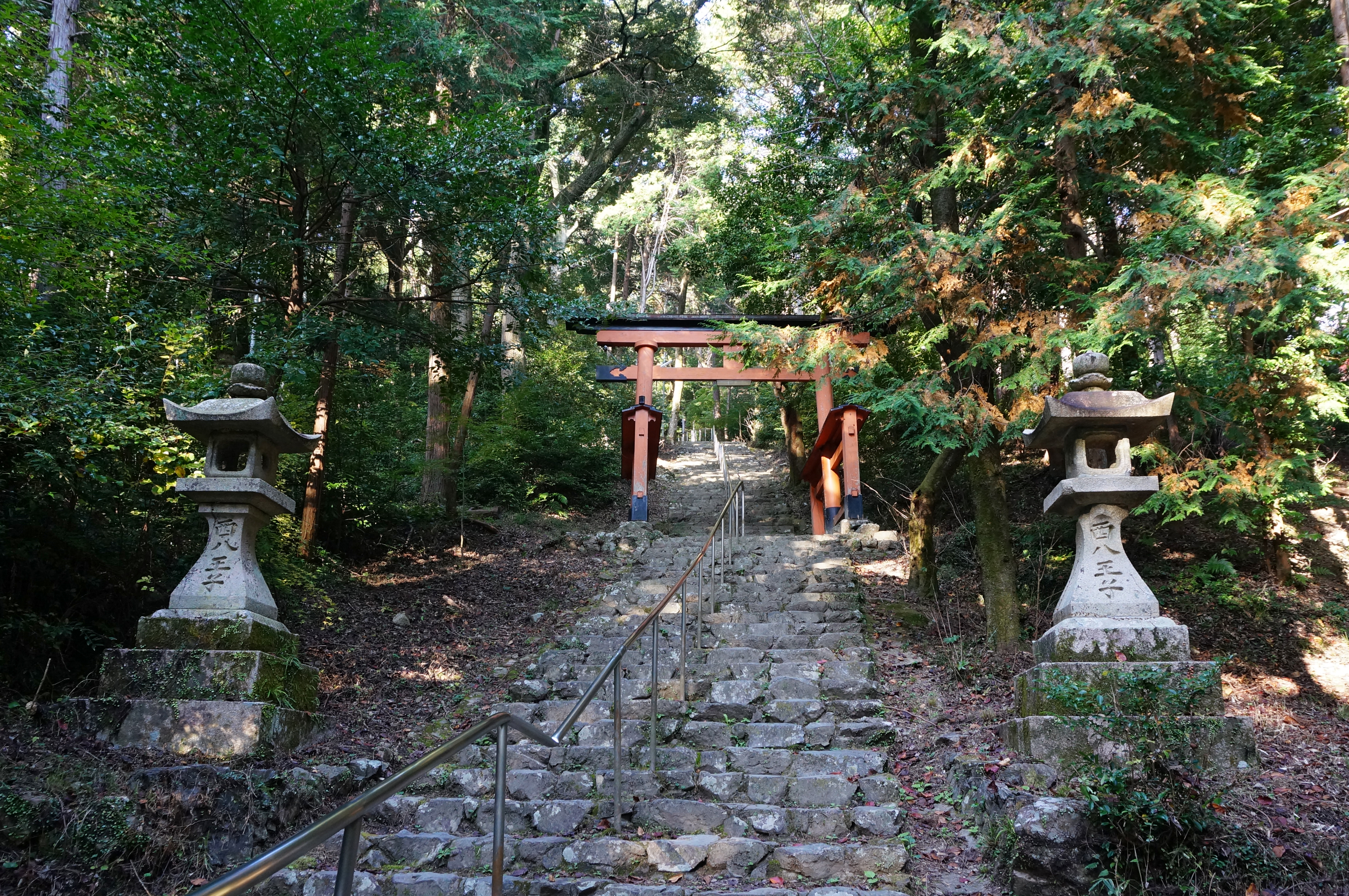
神社入り口
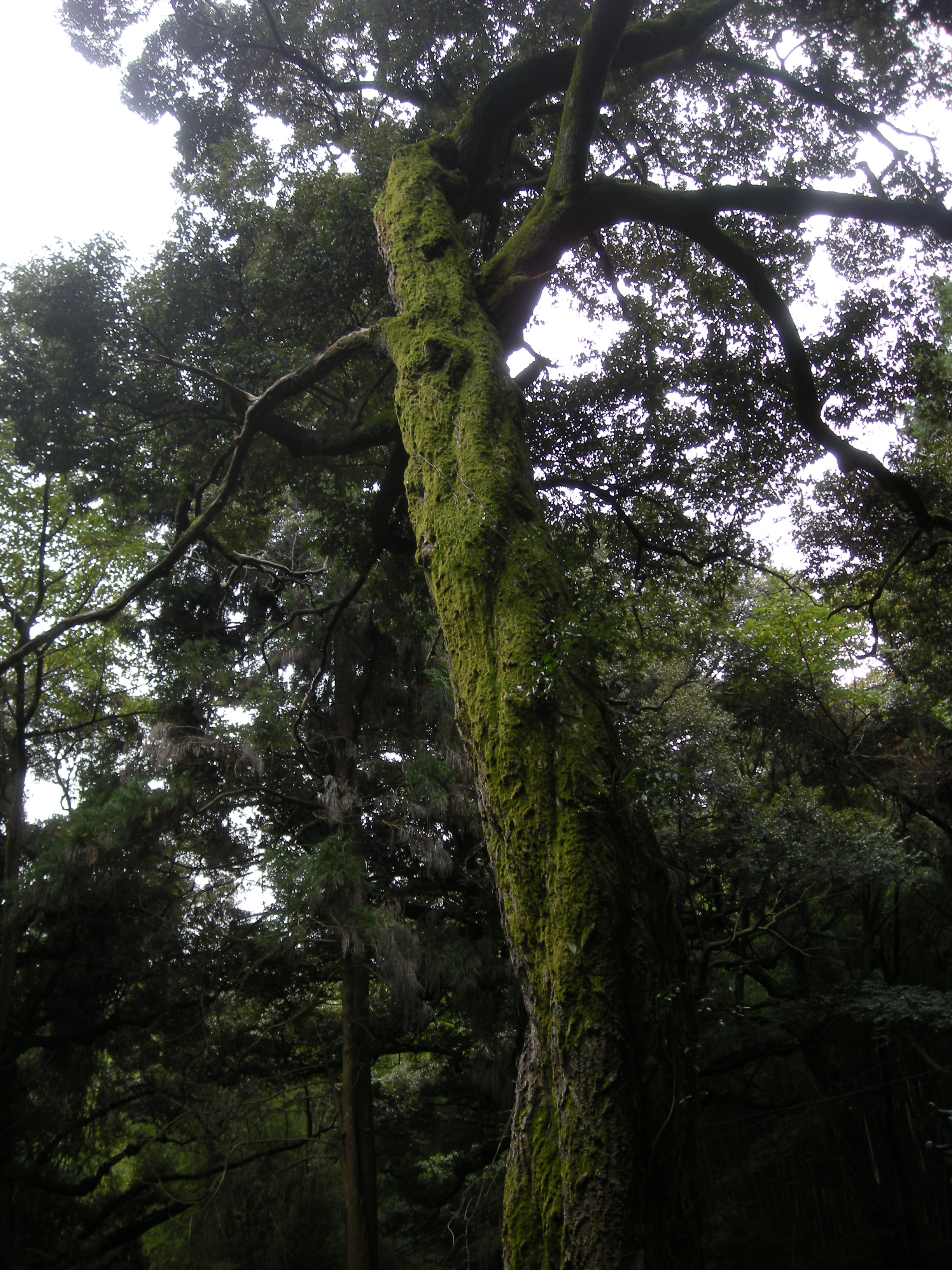
ツブラジイ
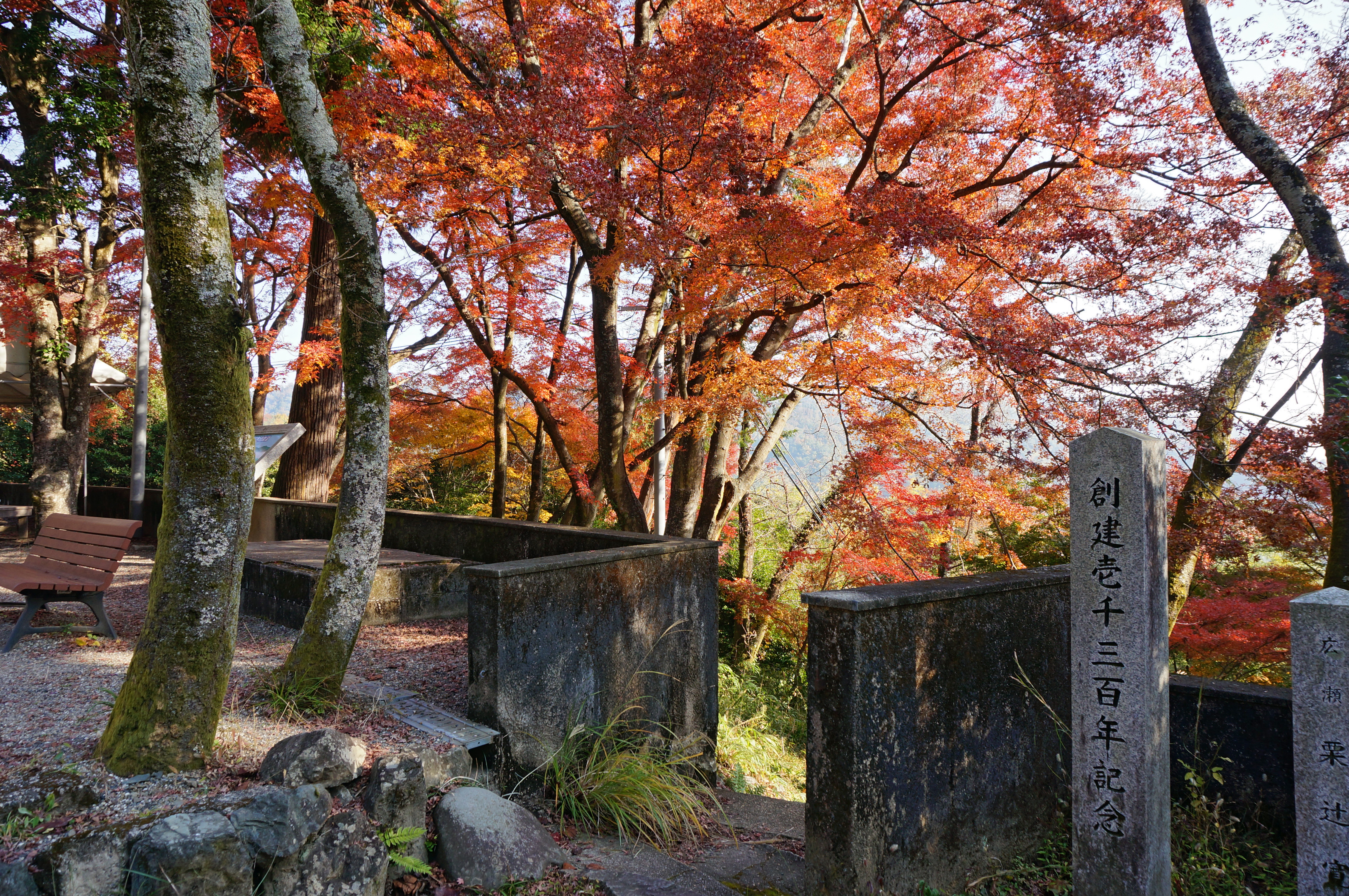
ツブラジイの林

## 境内社
- 小烏神社（祭神：素盞鳴命）

水無瀬神宮の北方の地に行基が創建したと伝わる。西八王子下ノ宮、小烏大明神とも呼ばれ、昭和45年（1970年）に若山神社境内に移される。
- 百山稲荷神社（祭神：宇賀御魂神）

もと百山山頂に鎮座。

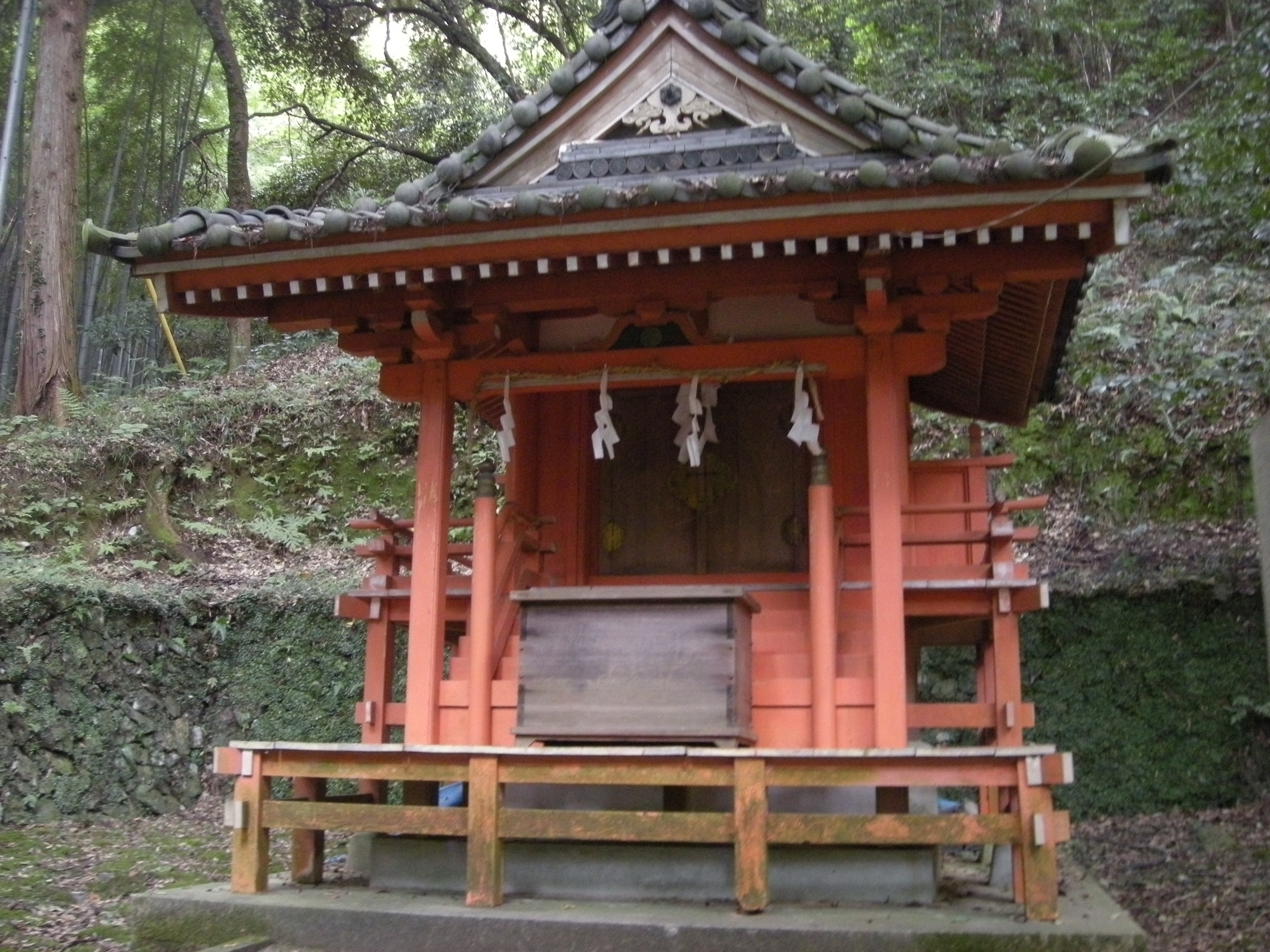
小烏神社
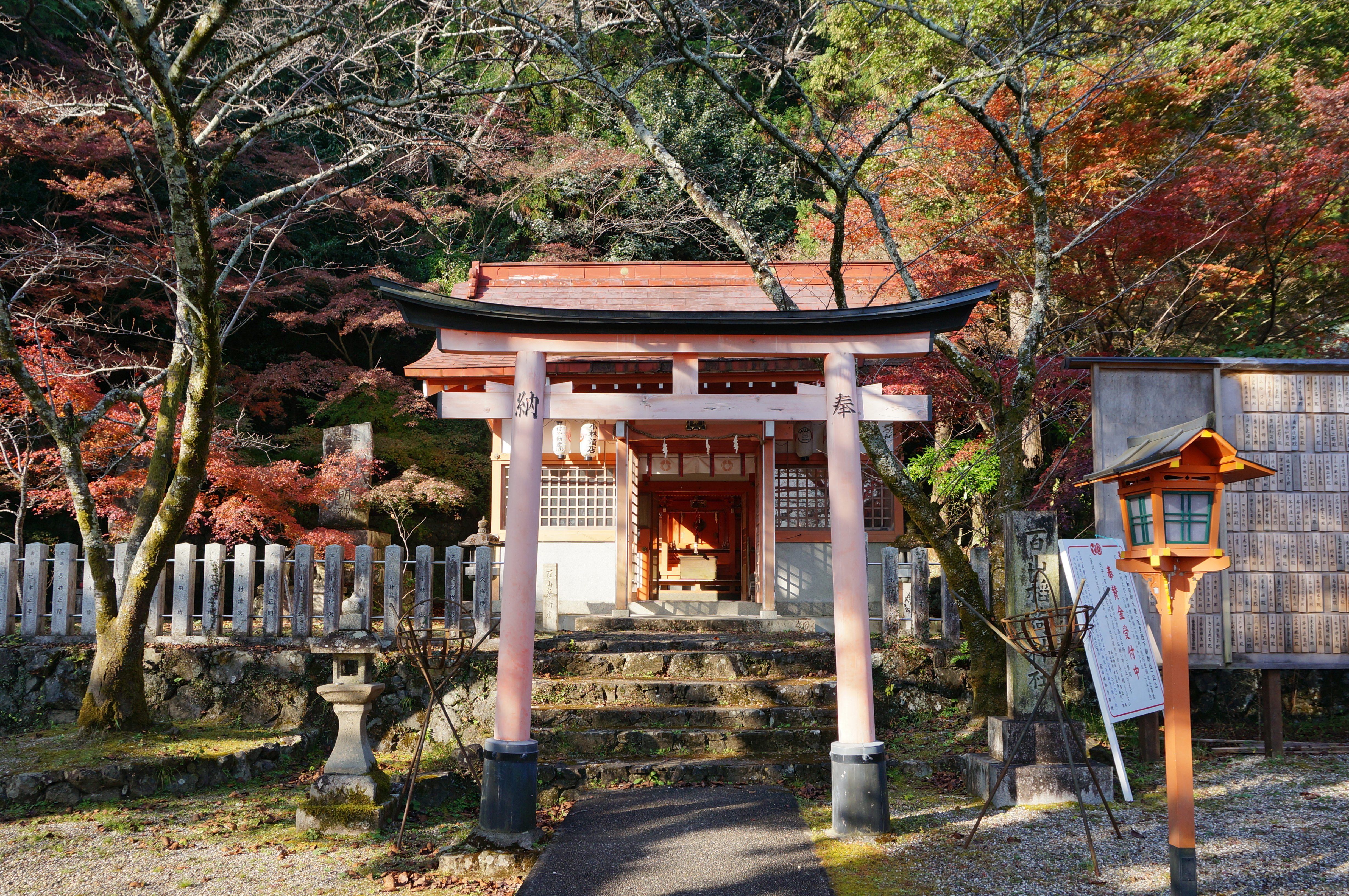
百山稲荷神社
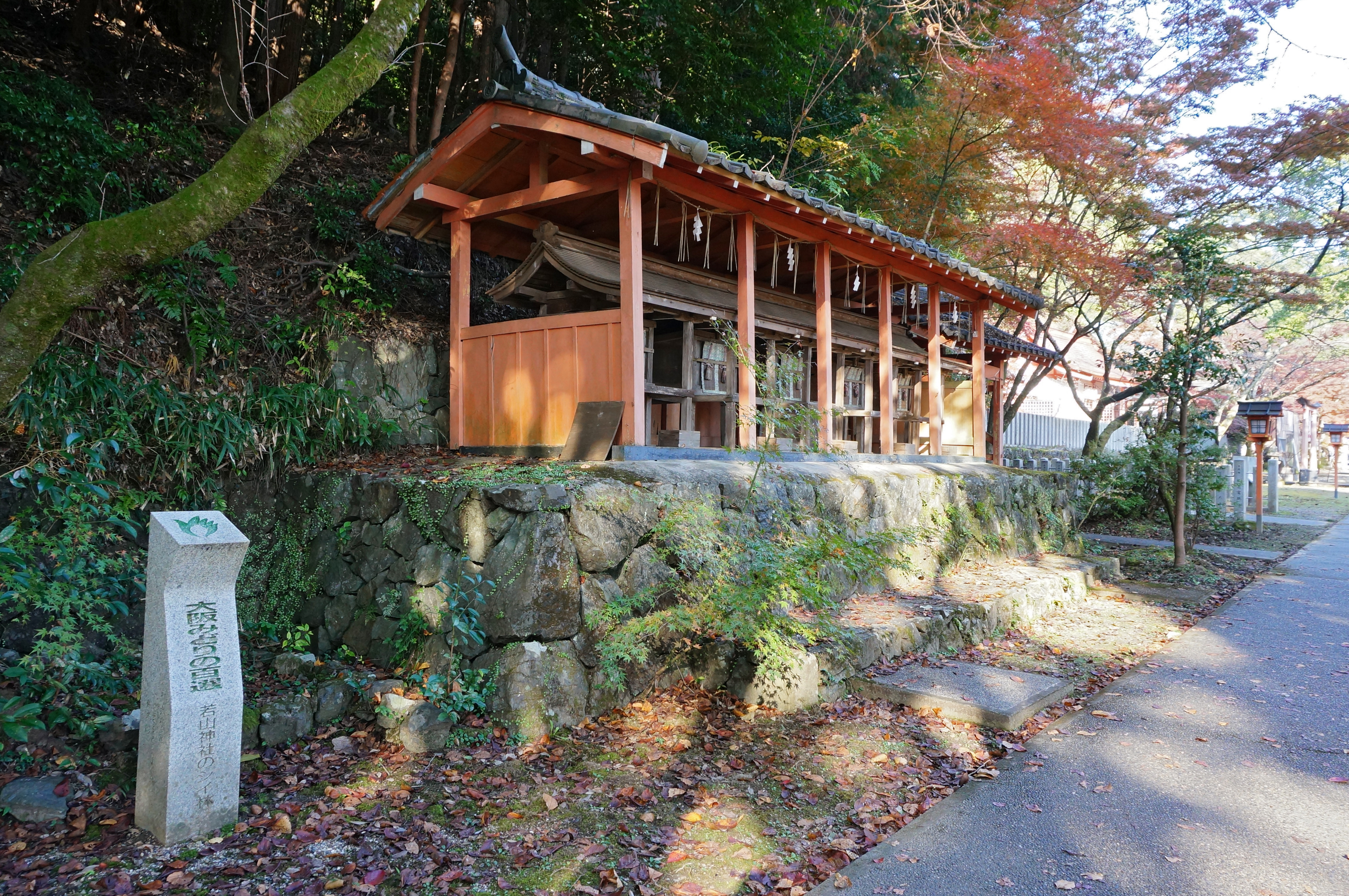
大阪みどりの百選の石碑

## 文化財

### 大阪府指定有形民俗文化財
- 若山神社「東大寺村おかげ踊図絵馬」（平成16年1月20日 指定）

絵馬は縦:90cm、横:121cmに黒の額縁がついている。1831年（天保2年）6月に東大寺村若連中が中心となって西八王子社（現在の若山神社）境内で行われた「おかげ踊」の様子を描いた絵馬を、同地の男8名が世話人となり神社へ奉納したものとされる。

### 島本町指定有形文化財
- 神像（伝　聖徳太子七歳像）（平成22年4月5日 指定）

材質はヒノキの縦一材で貞観時代・9世紀中期の作とされており、髪と短く両肩から背面に垂らして、衣内で拱手し胸前で組む姿をしている。他の聖徳太子像には例のない姿をしているため、後世より聖徳太子として信仰を受けるようになったと考えられる。島本町では最古級の神像として非常に貴重とされ町指定文化財の指定を受け、現在は大阪市立美術館に寄託されている。

### 国の登録有形文化財

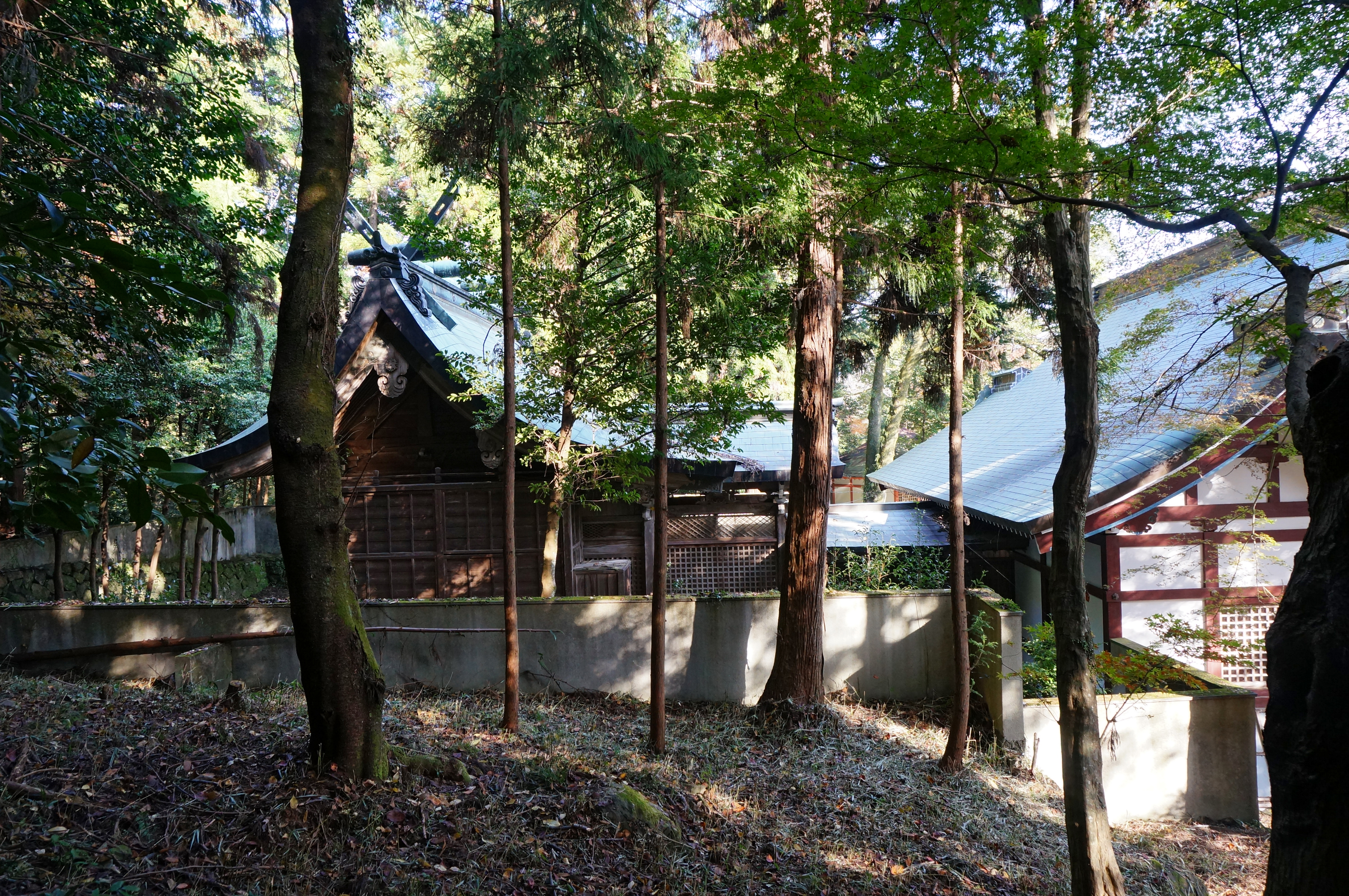
本殿

- 若山神社本殿（平成30年3月27日 登録）

建造は1807年（文化4年）であり、社殿の形式は三間社流造。社殿正面の柱間のうち中央の柱間が広く取られており、屋根前面には手前に大きく突き出した向唐破風（むこうからはふ）が設けられている。向唐破風を設けた本殿は府内でも非常に珍しく、北摂地域を代表する神社建築として登録有形文化財（建造物）に登録された。

## 現地情報
所在地
- 大阪府三島郡島本町大字広瀬1497

交通アクセス
- 最寄駅：阪急京都線水無瀬駅より阪急バス乗り換え バス停「若山台センター」下車後、徒歩約9分（北西へ約700m）